# Opera Bałtycka

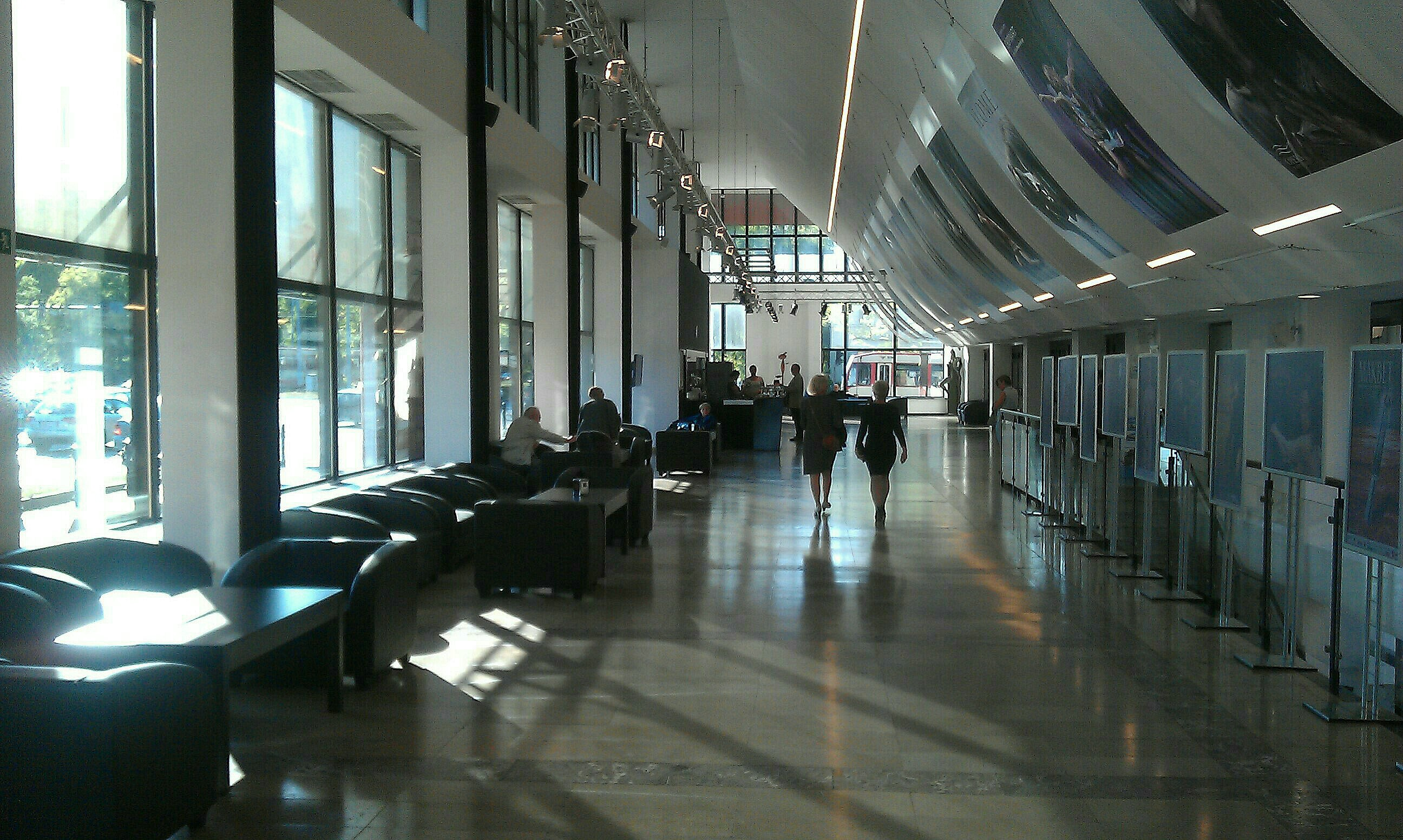
Foyer

Opera Bałtycka – opera w gdańskiej dzielnicy Aniołki. Największa instytucja kultury województwa pomorskiego.

## Historia
Pierwszy spektakl operowy w Gdańsku („Le nozze d’Amore e di Psiche” Marco Scacchiego) wystawili w 1646 roku artyści teatru królewskiego z okazji przyjazdu małżonki króla Władysława IV – Ludwiki Marii Gonzagi. Dla umożliwienia jego wystawienia rozbudowano Szkołę Szermierczą, by mogła zmieścić trzy tysiące widzów. W następnych latach obiekt wykorzystywały zespoły przyjezdne, a stały teatr opery rozpoczął działalność w 1753 roku, zaś w 1773 r. wzniesiono dla niego nową siedzibę.
Już po zaborach aktor Teatru Narodowego Tomasz Truskolaski wystawił pierwszą operę w języku polskim – „Wesele wiejskie”. W następnych latach opera w Gdańsku rozwijała się, a jej wysoką rangę poświadcza wystawianie premier kolejnych spektakli krótko po prapremierach.
3 września 1915 została otwarta hala sportowo-widowiskowa na 2000 miejsc (niem. Sporthalle). Hala została po II wojnie światowej adaptowana na siedzibę opery. Gmach (z dobudowanym reprezentacyjnym foyer) uzyskał obecny kształt w 1982. Jest to najmniejsza sala operowa w Polsce.
Pierwsza premiera Studia Operowego, uważana za początek historii Opery Bałtyckiej, odbyła się 28 czerwca 1950, kiedy to wystawiono Eugeniusza Oniegina Piotra Czajkowskiego. 1 maja 1953 Studio Operowe i Orkiestra Filharmoniczna zostały połączone w Państwową Operę i Filharmonię Bałtycką, mieszczącą się w obecnym budynku przy alei Zwycięstwa 15. W ciągu wielu lat dokonywano różnych przeróbek, adaptacji i modernizacji starego budynku, rozpoczętych przebudową sceny w 1955, a później, w latach 1972–1982, reszty budynku. W 1974 utworzono nową orkiestrę filharmoniczną, która odtąd pełniła funkcję Filharmonii Bałtyckiej, podczas gdy stara orkiestra pozostawała głównie orkiestrą operową. Obie instytucje kierowane były przez tego samego dyrektora naczelnego i pozostawały pod jednym dachem. Dopiero w roku 1994 rozdzielono definitywnie operę od filharmonii (filharmonia zmieniła siedzibę i dyrektora) i opera stała się samodzielną instytucją artystyczną pod nazwą Państwowa Opera Bałtycka.
W sezonie artystycznym 2009/2010 Opera Bałtycka obchodziła sześćdziesiątą rocznicę swego powstania.
Spektakle produkowane przez Operę Bałtycką brały udział w licznych międzynarodowych projektach. Wielkim sukcesem była Nagroda Niemieckich Krytyków, w 1986 roku gdańskie „Nabucco” uznano za najlepsze przedstawienie zagranicznego prezentowane na niemieckich scenach. W 2008 roku spektakl „Gwałt na Lukrecji” Benjamina Brittena otrzymał dwie nagrody na międzynarodowym festiwalu operowym pod patronatem Mezzo TV w Segedynie na Węgrzech. Dodatkowym profitem było ponowne zaproszenie Opery Bałtyckiej do projektu.
W sezonie 2011/2012 Opera Bałtycka przygotowała światową prapremierę opery Elżbiety Sikory „Madame Curie”. Dzieło to powstało na zamówienie Opery Bałtyckiej i po raz pierwszy zostało zaprezentowane publiczności w Paryżu (listopad 2011), w ramach oficjalnego Programu Kulturalnego Polskiej Prezydencji w Radzie UE. Dwa lata po premierze film z tego spektaklu dostał główną nagrodę wydawców francuskich „Orfeusz”.
W sezonie 2012/2013 w Operze miało miejsce kolejne przedsięwzięcie – premiera dzieła Szostakowicza i jego uczniów, czyli „Skrzypce Rotszylda” Flejszmana w reżyserii Weissa oraz „Gracze” Szostakowicza/Meyera w reżyserii Andrzeja Chyry. Kolejny sezon rozpoczęła premiera opery Krzysztofa Pendereckiego „Ubu Rex” w reżyserii Janusza Wiśniewskiego.
23 kwietnia 2012 zmieniono nazwę Państwowej Opery Bałtyckiej. Nową nazwą jest: Opera Bałtycka w Gdańsku.
W 2014 w organizowanych przez Operę koncertach udział wzięło 41.089 osób.
W 2017 Opera zanotowała 50 194 widzów (wobec 34 200 widzów w 2016) oraz przychody ze sprzedaży biletów w wysokości 1 828 000 zł (wobec 1 015 056 zł rok wcześniej).

## Dyrektorzy naczelni
- Bohdan Podhorski-Piotrowski (1950–1951)
- Tadeusz Rybowski (1952–1970)
- Jerzy Procner (1970–1971)
- Zbigniew Makuszewski (1971–1973)
- Maciej Krzyżanowski (1973–1977)
- Włodzimierz Nawotka[10] (1978–1991)
- Andrzej Kiełbowicz (1991–1993)
- Barbara Żurowska-Sutt (1993–1995)
- Włodzimierz Nawotka (1995–2008)
- Marek Weiss-Grzesiński (2008–2016)
- Warcisław Kunc (2016–2018)
- Romuald Wicza-Pokojski (od 2019; od 2018 jako p.o.)

## Dyrektorzy artystyczni
- Zygmunt Latoszewski (1950–1952)
- Kazimierz Wiłkomirski (1952–1955)
- Zygmunt Latoszewski (1955–1961)
- Jerzy Katlewicz (1961–1968)
- Jerzy Procner (1968–1972)
- Zbigniew Chwedczuk (1972-1981)
- Wojciech Rajski (1981–1982)
- Bogusław Madey (1982–1983)
- Janusz Przybylski (1984–1990)
- Andrzej Kiełbowicz (1991–1993)
- Barbara Żurowska-Sutt (1993–1995)
- Andrzej Knap (1995–1999)
- Krzysztof Słowiński (2000–2002)
- Marek Weiss-Grzesiński (2008–2016)

## Dyrektorzy muzyczni
- Yaroslav Shemet (od 2023)

## Kierownictwo Baletu
- Janina Jarzynówna-Sobczak (1949-1976)
- Gustaw Klauzner (1976-1988)
- Walery Niekrasow (1988-1992)
- Bożena Kociołkowska (1992-1993)
- Bronisław Prądzyński (1993-1996)
- Marek Andrzej Stasiewicz (1996-1999)
- Sławomir Gidel (1999-2007)
- Roman Komassa (2008-2009)
- Wojciech Warszawski (od 2016)

## Bałtycki Teatr Tańca
- Izadora Weiss (2010-2016)

## Kierownictwo Chóru
- Roman Kuklewicz (1950-1953)
- Leon Snarski (1954-1958)
- Zbigniew Bruna (1958-1959)
- Tadeusz Jakubowski (1959-1963)
- Jerzy Michalak (1964-1966)
- Wiesław Czerski (1967-1971)
- Andrzej Bachleda (1972-1975)
- Wiesław Czerski (1975-1976)
- Kazimierz Skrzyński (1976)
- Henryk Czyżewski (1977-1980)
- Józefa Siudaczyńska (1980-1983)
- Janusz Łapot (1983-1997)
- Elżbieta Wiesztordt (1997-2008)
- Dariusz Tabisz (2008-2011)
- Anna Michalak (2012-2017)
- Waldemar Górski (2017-2018)
- Agnieszka Długołęcka-Kuraś (od 2018)